# Liste ehemaliger Schüler des Gymnasiums Canisius-Kolleg Berlin
Diese Liste enthält bekannte ehemalige Schüler des Gymnasiums Canisius-Kolleg Berlin.

## Journalisten, Publizisten, Schriftsteller
- Heinz-Joachim Fischer (* 1944) – Journalist, Publizist und Schriftsteller
- Janos Frecot (* 1937) – Herausgeber musikwissenschaftlicher Bibliographien, ausgezeichnet mit dem Bundesverdienstkreuz
- Johnny Haeusler (* 1964) – Blogger, Mediendesigner und Rundfunkmoderator
- Joachim Jauer (1940–2022) – ehemaliger RIAS-Redakteur und -Moderator, ZDF-Korrespondent und Leiter des ZDF-Büros in der DDR, ZDF-Hauptstadtkorrespondent in Bonn, Leiter des ZDF-Studios Wien und Leiter des ZDF-Hauptstadtstudios Berlin, Hochschuldozent, Dokumentarfilmer und Schriftsteller
- Andreas Klinner (* 1969) – Moderator der ZDF-Nachrichtensendung heute - in Europa
- Frank Nordhausen (* 1956) – Redakteur der Berliner Zeitung
- Konstantin Johannes Sakkas (* 1982), Journalist und Publizist
- Steffen Schwarzkopf (* 1973) – Redakteur und Reporter bei den Fernsehsendern Sat.1 und N24
- Thomas Wieczorek (1953–2013) – Autor und Journalist

## Juristen
- Bernhard Dombek (* 1939) – Präsident der Bundesrechtsanwaltskammer
- Marian Paschke (* 1954) – Direktor am Institut für Seerecht und Seehandelsrecht der Universität Hamburg
- Günter Lewandowski (1936–1999) – Vize-Präsident des Bundesgesundheitsamtes
- Günther M. Sander (* 1961) – Richter am Bundesgerichtshof
- Helge Sodan (* 1959) – Präsident des Verfassungsgerichtshofes des Landes Berlin

## Politiker
- Rainer Barzel (1924–2006) – Früherer CDU-Vorsitzender und Bundestagspräsident
- Andreas Gram (* 1955) – Rechtspolitischer Sprecher der CDU im Berliner Abgeordnetenhaus
- Matthias Katsch (* 1963) – SPD-Bundestagskandidat 2021 und Mitglied der Unabhängigen Kommission zur Aufarbeitung sexuellen Kindesmissbrauchs
- Ulrich Rastemborski (1940–1994) – Rechtsanwalt, ehemaliger Senator für Bau und Wohnungswesen in Berlin
- Rolf Wiedenhaupt (* 1958) – Mitglied des Berliner Abgeordnetenhauses für CDU und AfD

## Künstler und Schauspieler
- Manuel Kressin (* 1978) – Schauspieler und Dramatiker
- Hubertus Bengsch (* 1952) – Schauspieler und Synchronsprecher
- Jury Everhartz (* 1971) – Musiker und Komponist
- Julius Feldmeier (* 1987) – Schauspieler
- Albi Albertsson (* 1987) – Komponist
- Lucie Hollmann (* 1993) – Schauspielerin
- Maria Koschny (* 1981) – Synchronsprecherin
- Paco Liana – Musiker, Tänzer und Schauspieler
- Max von Pufendorf (* 1976) – Schauspieler am Deutschen Theater Berlin
- Heinrich Riethmüller (1921–2006) – Kirchenmusiker und Komponist, Film- und Fernseh-Komponist (Dalli-Dalli, Das Dschungelbuch)
- Yotta Kippe (* 1971) – Bildende Künstlerin

## Theologen
- Alfred Kardinal Bengsch (1921–1979) – Erzbischof von Berlin (1961–1979), machte am Gymnasium am Lietzensee sein Abitur
- Peter Knauer (1935–2024) – katholischer Fundamentaltheologe
- Bernhard Steinhauf (1959–2014) – katholischer Theologe in Bamberg
- Johannes Stöhr (* 1931) – katholischer Theologe
- Bernhard Ehlen (* 1939) – deutscher Jesuit, Gründer der Ärzte für die Dritte Welt
- Pfarrer Michael Longard – Diplom-Psychologe in der kostenlosen katholischen Psychologischen Beratungsstelle „Offene Tür Berlin“, Publizist, langjähriger Seelsorger Frauengefängnis Plötzensee

## Wissenschaftler
- Silvia Arroyo Camejo (* 1986) – 2006 Deutschlands jüngste Wissenschaftsautorin[1]
- Bernhard Blaszkiewitz (1954–2021) – ehemaliger Direktor des Tierparks Berlin und des Zoologischen Garten Berlin
- Annika Brockschmidt (* 1992) – Konfliktforscherin mit dem Schwerpunkt „War and Conflict Studies“, arbeitet als Journalistin, Autorin und Podcasterin.
- Dominik Geppert (* 1970) – Professor für Europäische Geschichte des 19. und 20. Jahrhunderts an der Rheinischen Friedrich-Wilhelms-Universität Bonn
- Peter Godefroid – Professor für Marketing an der Fachhochschule für Wirtschaft in Berlin
- Wolfgang Koschel (* 1938) – Direktor des Instituts für Raumfahrtantriebe des Deutschen Zentrums für Luft- und Raumfahrt (DLR) und Träger des Verdienstordens erster Klasse der Bundesrepublik Deutschland
- Jürgen Krauser – Professor für Optische Nachrichtentechnik an der Hochschule für Telekommunikation Leipzig
- Bernhard Kytzler (1929–2022) – Professor für Klassische Philologie an der Freien Universität Berlin
- Dieter Mindt (* 1939) –  Professor für Englische Didaktik an der Freien Universität Berlin
- Frank Lorenz Müller (* 1970) –  Professor für Neuere Geschichte an der University of St Andrews
- Johanna Possinger (* 1980) – Professorin für Frauen- und Geschlechterfragen in der Sozialen Arbeit, Evangelische Hochschule Ludwigsburg
- Bernhard Schimmelpfennig (1938–2021) – Professor für Mittelalterliche Geschichte an der Universität Augsburg
- Julia Schneewind (* 1977) – Professorin für Elementarpädagogik an der Hochschule Osnabrück
- Hans-Paul Schwefel (* 1940) – Technische Universität Dortmund, Fachbereich Informatik
- Barbara van Schewick (* 1972) – Professor of Law and (by Courtesy) Electrical Engineering und Director, Center for Internet and Society an der Stanford University, USA
- Konrad Vössing (* 1959) – Historiker an der Universität Bonn
- Jürgen Wiesner (* 1938) – Forscher und Dozent für Klassische Philologie an der Freien Universität Berlin

## Mediziner
- Markus Rothschild (* 1962) – Professor für Rechtsmedizin und Leiter der Rechtsmedizin an der Universität zu Köln
- Peter Kerp, (1919–1997), Arzt und Politiker

## Sportler
- Alexander Bade (* 1970) – Fußballspieler